# Antifonále
Az antifonále (más néven antiphonarium) az officium énekeit tartalmazó liturgikus könyv, összefoglalása azoknak a szentírási szövegeknek amelyeket mint antifonákat énekelnek a zsolozsmaliturgia keretein belül. Zenei anyaga jóval meghaladja a graduáléban fellelhetőt (a mise olvasmányközi énekeinek gyűjteménye).
A könyv elsősorban antifónákat és responzóriumokat tartalmaz, de vannak benne himnuszok, zsoltárok, könyörgések, versiculusok és zsoltártonusok is. 

A könyvben megtalálható az összes nappali imádság, ugyanakkor az éjszakai imádságokhoz csak részkiadások vannak benne. 
Mai formája az Antifonale sacrosanctae Romanae Ecclesiae pro diurnis horis.